# Askeptosaurus italicus
Askeptosaurus italicus è un rettile acquatico estinto, appartenente ai talattosauri. Visse nel Triassico medio (Anisico/Ladinico, circa 240 milioni di anni fa) e i suoi resti fossili sono stati rinvenuti nei famosi giacimenti di Monte San Giorgio (Svizzera) e di Besano (Italia).

## Descrizione
L'aspetto di questo animale doveva essere vagamente simile a quello di un coccodrillo, e la lunghezza doveva raggiungere i 3 metri circa. Il corpo slanciato era ben adattato alla vita acquatica, ma le zampe non erano trasformate in pinne come in altri rettili marini dell'epoca. Il cranio era di costituzione leggera, piatto e munito di un muso dritto, allungato e dalla punta smussata. La mandibola era piuttosto massiccia rispetto alla mascella, e la dentatura era costituita da denti conici appuntiti e leggermente ricurvi. L'orbita era dotata di una struttura formata da 12 ossa, nota come anello sclerotico, che serviva a rinforzare l'occhio e a proteggerlo durante le immersioni. Il collo e il corpo erano piuttosto allungati, e la coda era eccezionalmente lunga: da sola corrispondeva all'incirca alla metà dell'intero animale. Le vertebre caudali indicano che la coda era compressa lateralmente. Gli arti erano brevi e le ossa dell'avambraccio e della gamba erano più corte rispetto a omero e femore. Le unghie, tuttavia, erano robuste e il tarso e il carpo erano ben ossificati. 

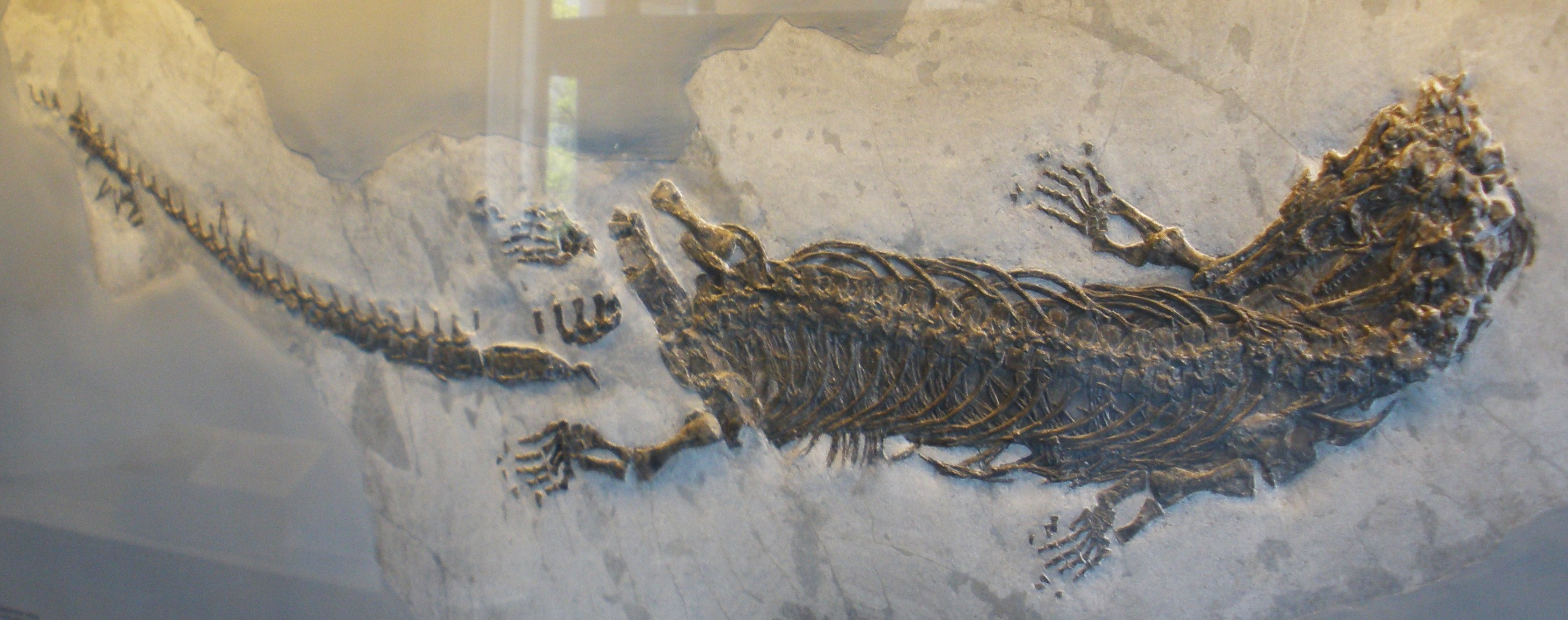
Scheletro di Askeptosaurus italicus

## Classificazione
Di questo animale sono stati ritrovati tre esemplari fossili completi e altri resti incompleti, tutti provenienti da Besano presso Varese e Monte San Giorgio nel Canton Ticino. Askeptosaurus era un rettile affine al grande gruppo dei lepidosauri (tuttora viventi). L'ordine a cui appartiene l'ascheptosauro, chiamato Thalattosauria, comprende esclusivamente forme semiacquatiche ed è rappresentato negli stessi giacimenti in cui sono stati rinvenuti i suoi resti anche da altre due forme meno note, Hescheleria rubeli e Clarazia schinzi. Askeptosaurus è considerato una forma relativamente basale, in cui gli adattamenti dei talattosauri più evoluti non erano ancora apparsi; al contrario, le zampe ancora robuste, il cranio diritto e sottile e altri caratteri indicano che Askeptosaurus e le forme simili (come i cinesi Anshunsaurus e Miodentosaurus) appartenevano a un gruppo a sé stante (Askeptosauroidea), sempre all'interno dei talattosauri ma differente dalle forme quali Thalattosaurus, Xinpusaurus e Nectosaurus. Un altro askeptosauroide era Endennasaurus, del Triassico superiore italiano.

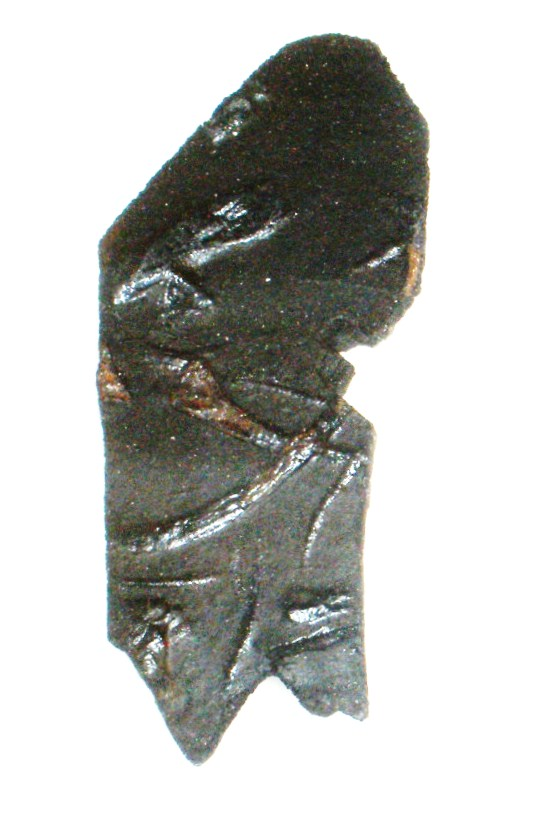
Calco del fossile di Askeptosaurus italicus esaminato da Nopcsa

### La scoperta di Nopcsa
Askeptosaurus è stato descritto per la prima volta nel 1925 da Franz Nopcsa, e la sua scoperta ha una storia particolare. Nopcsa, infatti, ebbe in dono dal Museo di Storia Naturale di Milano un frammento di lastra proveniente da Besano, sulla quale erano conservate alcune ossa; il materiale sarebbe servito allo studioso per approfondire le ricerche sull'istologia dei rettili estinti. Le ossa includevano un ilio, alcune costole, frammenti di vertebre e una falange, e secondo i paleontologi del museo milanese queste appartenevano al genere di ittiosauri Mixosaurus, molto comune nel giacimento. Il fossile era quindi considerato uno scarto, utile solo agli studi istologici. Nopcsa, però, in un primo momento riconobbe l'ilio di Mixosaurus (che lui stesso riteneva non essere ancora stato ritrovato), e successivamente chiarì che le ossa appartenevano a un animale ancora sconosciuto alla scienza, che denominò Askeptosaurus italicus ("lucertola italiana non riconosciuta") e che ritenne giustamente affine ai talattosauri nordamericani. Scoperte successive confermarono le ipotesi di Nopcsa.

## Paleoecologia e paleobiologia

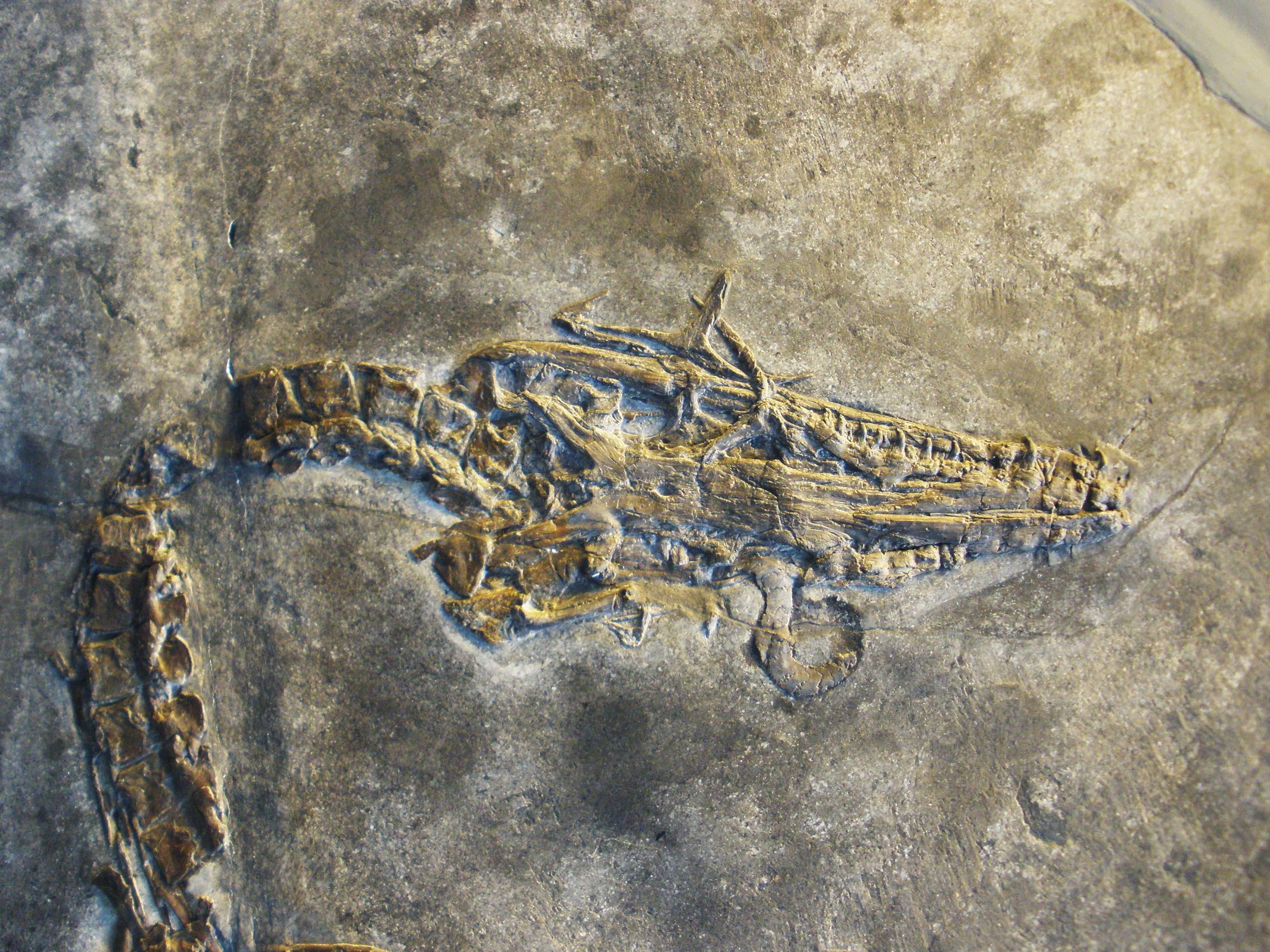
Cranio di Askeptosaurus italicus. In evidenza l'anello sclerotico, uscito dalla sua sede nell'orbita durante il processo di fossilizzazione.

Probabilmente l'ascheptosauro si nutriva di pesci che riusciva a catturare anche grazie ai movimenti serpeggianti del lungo collo. La lunga coda era probabilmente il principale mezzo di propulsione; le zampe, invece, corte e probabilmente palmate, servivano forse a direzionare i movimenti dell'animale in acqua. Il cranio allungato e dotato di numerosi denti era ben adattato a un animale predatore. È improbabile che l'ascheptosauro si trovasse a suo agio sulla terraferma, data la brevità degli arti, ma la loro robustezza (così come quella dei cinti) fa supporre che potesse comunque spostarsi sul terreno. 

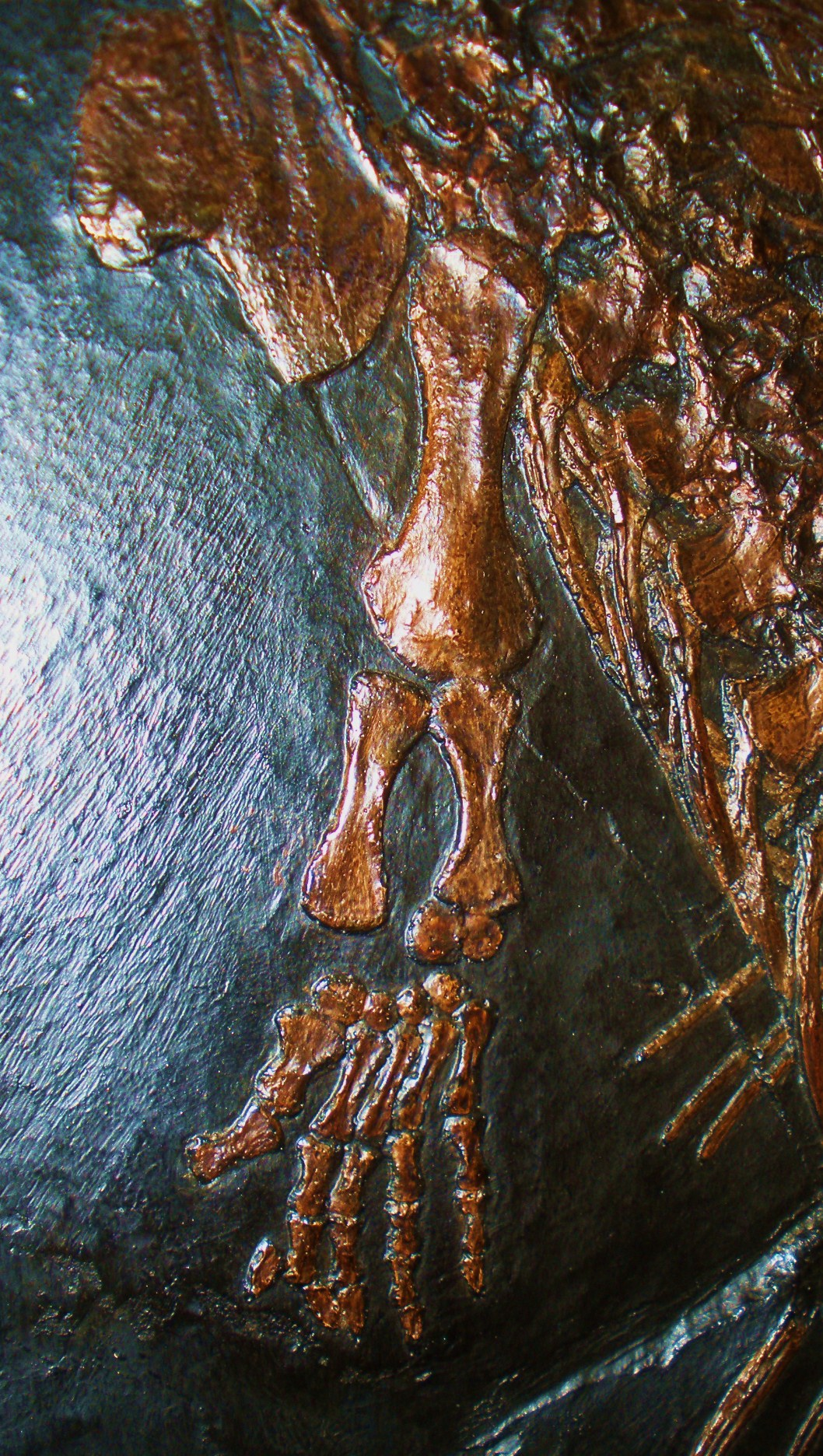
Zampa anteriore di Askeptosaurus italicus. In evidenza i piccoli artigli, che testimoniano la discendenza da rettili terrestri.

È plausibile che questo animale si tuffasse nelle profondità del mare della Tetide a caccia di prede: ciò si può dedurre dalla notevole dimensione degli occhi e dalla presenza di ossa aggiuntive nell'orbita che formavano il cosiddetto anello sclerotico, che rinforzava gli occhi e impediva all'alta pressione di schiacciarli. Tuttavia, la conformazione della parte posteriore del cranio e la presenza della staffa (un piccolo osso responsabile della trasmissione dei suoni dal timpano all'orecchio medio) suggeriscono che Askeptosaurus non potesse immergersi troppo in profondità. In ogni caso, probabilmente Askeptosaurus era un predatore d'agguato, che catturava i pesci di cui si cibava grazie a rapidi movimenti laterali della testa, in un modo molto simile a quello dei coccodrilli attuali.